# جيسي مولر
جيسي مولر (بالإنجليزية: Jessie Mueller)‏ هي ممثلة أمريكية، ولدت في 20 فبراير 1983 في إيفانستون في الولايات المتحدة. من الجوائز التي نالتها جائزة المسرح العالمي سنة 2012 سنة 2014.

## جوائز وترشيحات
جوائز
- جائزة المسرح العالمي (2012)
- جائزة توني عن فئة أفضل ممثلة في مسرحية موسيقية [الإنجليزية]‏ (2014)

ترشيحات
- جائزة توني عن فئة أفضل ممثلة في مسرحية موسيقية [الإنجليزية]‏ (2016)

## وصلات خارجية
- جيسي مولر على موقع IMDb (الإنجليزية)
- جيسي مولر على موقع ميوزك برينز (الإنجليزية)
- جيسي مولر على موقع قاعدة بيانات برودواي على الإنترنت (الإنجليزية)
- جيسي مولر على موقع قاعدة بيانات الفيلم (الإنجليزية)